# Пабло Карреньо Буста
Пабло Карреньо Буста (ісп. Pablo Carreño Busta, [ˈpaβlo kaˈreɲo ˈβusta]) — іспанський тенісист.
У 2009 році був шостим у рейтингу юніорів. Виступати у ATP турі почав з 2011-го. В турнірах Великого шолома почав грати з Відкритого чемпіонату Франції 2013, куди пробився через кваліфікацію, й де програв у першому турі Роджеру Федереру. У 2016-му виграв свій перший турнір ATP —  Winston-Salem Open.
У 2017-му досяг чвертьфіналу Ролан-Гарросу та півфіналу US Open, пробився до чільної 20-ки світового рейтингу.
У парній грі досягав фіналу Відкритого чемпіонату США та півфіналу Відкритого чемпіонату Австралії.
Мешкає в Барселоні, тренується в тенісній академії Хуана Карлоса Ферреро в Аліканте.

## Значні фінали

### Фінали Великого шолома

#### Парний розряд: 1 (1 поразка)
| Результат | Рік  | Турнір  | Поверхня | Партнер               | Супротивники               | Рахунок  |
| --------- | ---- | ------- | -------- | --------------------- | -------------------------- | -------- |
| Поразка   | 2016 | US Open | Хард     | Гільєрмо Гарсія-Лопес | Джеймі Маррей Бруно Суарес | 2–6, 3–6 |

## Зовнішні посилання
Досьє на сайті ATP [Архівовано 5 вересня 2017 у Wayback Machine.]